# Der Seekadett (Operette)
Der Seekadett ist eine Operette in drei Akten des Komponisten Richard Genée. Das Libretto verfasste Camillo Walzel unter seinem Pseudonym „F. Zell“. Die Operette wurde am 24. Oktober 1876 in Wien am Theater an der Wien uraufgeführt.
Diese Operette war Namensgeber einer Eröffnungsfalle beim Schach, dem Seekadettenmatt, welches im zweiten Akt als Lebendschachpartie enthalten ist.

## Handlung
1. Akt – Festsaal im Schloss Bemposta
Die Schauspielerin Fanchette Michel reist ihrem ehemaligen Geliebten Lambert nach Lissabon nach. Dieser war in portugiesische Dienste getreten, und Königin Maria verliebte sich in den hübschen jungen Offizier. Heimlich heirateten die beiden. Davon weiß aber nur Donna Antonia, eine Hofdame und Ehefrau des Zeremonienmeisters Dom Domingo.
Lambert ist unangenehm überrascht über den Besuch Fanchettes, da seine Ehefrau, die Königin, sehr eifersüchtig ist. Beim Versuch, Fanchette abzuwimmeln, verspeist diese das Frühstück, welches für die Königin bereitgestellt worden war. In dieser Situation lässt sich Don Januario, ein Millionär aus Brasilien, melden. Er ist ein Freund Lamberts, und als er Fanchette sieht, verliebt er sich sofort in sie.
Als die Königin naht, flüchtet Fanchette in ein kleines Zimmer neben dem Festsaal. Der kurzsichtige Zeremonienmeister glaubt nun in Fanchette seine Ehefrau erkannt zu haben. Da er schon seit längerem Donna Antonia der ehelichen Untreue verdächtigt, lässt er dieses kleine Nebenzimmer (das keinen weiteren Ausgang hat) bewachen und lässt die Königin holen. Königin Maria erscheint mit ihrem Hofstaat, und darunter befindet sich auch Donna Antonia, die Ehefrau Dom Domingos. In dem Augenblick, als die eifersüchtige Königin das Zimmer öffnen lässt, erscheint eine Abordnung von Seekadetten, welche ins Schloss befohlen worden waren.
Fanchette entdeckte in ihrem „Gefängnis“ die Uniform eines Seekadetten. Als Soubrette an Hosenrollen gewöhnt, zieht sie sich schnell um und erscheint als Seekadett vor der Königin. Lambert stellt Fanchette als Dom Maurizio vor, und diese reiht sich in die angetretene Abordnung der Seekadetten ein.
2. Akt – Terrasse der Marineschule am Meer
Um sich nicht zu verraten, muss Fanchette ihre Rolle weiterspielen. Da sie aber auf dem Wasser seekrank wird und Wein wie auch Zigarren ablehnt, hat sie einen schweren Stand bei ihren Kameraden. Vorsichtig hilft ihr Lambert, und als dabei zufällig Don Januario dazukommt, kann er kaum glauben, dass sie ein Mann ist.
Anlässlich einer Fahnenweihe durch die Königin werden Don Maurizio (Fanchette) zum Kapitän und Lambert zum Großadmiral befördert. Durch diese Ehrung übermütig geworden, beleidigt Fanchette Don Januario. Dieser sieht in Fanchette einen Mann und fordert – um der Beleidigung zu entgegnen – Kapitän Maurizio zum Duell.
Wichtiger als dieses Duell ist aber das Schachspiel zwischen der Königin und Lambert (mit lebenden Figuren in passenden Kostümen). Als der Königin ein schmähliches Schachmatt droht, springt Fanchette ein und rettet in fünf Zügen diese Partie für die Königin. Die Königin zeigt immer mehr Interesse für diesen jungen hübschen Offizier und befördert ihn spontan zum Stallmeister.
3. Akt – Boudoir der Königin
Leider existiert aber auch ein echter Don Maurizio, ein Libertin sondersgleichen. Das ehrbare Volk von Lissabon beschwert sich über diesen Halunken beim Zeremonienmeister. Dieser hält natürlich Fanchette für den Schuldigen und leitet die Klagen und Beschwerden an die Königin weiter. Da Fanchette aber gerade während eines Ausritts mit der Königin dieser das Leben gerettet hat, werden alle Vorwürfe zurückgewiesen.
Anlässlich einer Aussprache mit Don Januario gesteht Fanchette die Wahrheit und nimmt seinen Heiratsantrag an. Um Fanchette nun offiziell wieder als Frau etablieren zu können, ersinnen Don Januario, Fanchette und Lambert folgenden Plan: Wenn Fanchette der Königin einen Heiratsantrag macht, soll Lambert als eifersüchtiger Ehemann mit gezücktem Säbel ins Boudoir stürmen. Die Königin versteckt Fanchette in einem geheimen Nebenzimmer. Dort zieht sie sofort ein Kleid der Königin an und tritt als Dame wieder hervor. Der Ruf der Königin bleibt gewahrt. Der Plan gelingt, und voller Freude proklamiert Königin Maria ihre Heirat mit Lambert. Don Januario verkündet dabei auch seine Absicht, Fanchette mit nach Brasilien zu nehmen und sie dort zu heiraten. Da die Königin immer noch der Meinung ist, Fanchette sei ein Mann, fragt sie voller Verwunderung, wie das denn möglich sei. Mit der Antwort Fanchettes „Seien Sie unbesorgt Majestät, ich stehe für alles!“ fällt der Vorhang.